# Карабелас, Никос
Никос Карабелас (греч. Νίκος Καράμπελας; 20 декабря 1984 года, Пиргос, Элида) — греческий футболист, игравший на позиции защитника.

## Клубная карьера
Никос Карабелас начинал свою карьеру футболиста в 2004 году в клубе греческой Бета Этники «Панилиакос». Летом 2006 года он перешёл в команду греческой Суперлиги «Арис». 18 ноября того же года он дебютировал в главной греческой лиге, выйдя на замену в домашнем поединке против «Олимпиакоса». В 1/8 финала Кубка Греции 2008/09 Карабелас не забил пенальти, приведший к поражению «Ариса» от принципиальнейшего противника ПАОКа. Впоследствии из-за этого эпизода он получал угрозы от фанатов своей команды, а по окончании сезона покинул её, подписав контракт с афинским АЕКом.

## Карьера в сборной
14 ноября 2014 года Никос Карабелас дебютировал за сборную Греции в домашнем матче против сборной Фарерских островов, проходившем в рамках отборочного турнира Чемпионата Европы 2016 года.